# 大竹交通
有限会社大竹交通（おおたけこうつう）は、広島県大竹市に本社を置くタクシー・バス事業者である。通称は大竹交通タクシー。
一般タクシーのほか、路線バスの運行も行っている。

## 沿革
- 1955年 - 初代 中島敏司が「大竹交通タクシー」を開業。
- 1955年 - 中島教嘉が2代目に就任。
- 2004年 - 有限会社大竹交通として営業開始。
- 2009年10月26日 - コミュニティバス「おおたけ幹線バス」運行開始。これに伴い大竹・栗谷線の大竹駅 - 広島西医療センター間を廃止。[2]
- 2011年1月17日 - 大竹・栗谷線ダイヤ改正。平日1往復のみ大竹駅 - 広島西医療センター間延長。広島西医療センター - 中松が原の区間便廃止。[3]
- 2021年4月1日 - 吉島タクシーとグループ企業になり、木本弘三が代表取締役に就任（吉島タクシー代表取締役と兼任）。

## 本社及び営業所
- 本社（大竹営業所）
  - 広島県大竹市油見3丁目10-8
- 玖波営業所
  - 大竹市玖波玖波1丁目6-5

## 路線バス
以下の路線バスを運行している。
大竹・栗谷線　※2011年1月17日改正時点
- （大竹駅 - 湯舟団地入口 - ）広島西医療センター - 玖波駅 - 中松が原 - 谷尻 - 栗谷支所前 - マロンの里 - チチヤス牧場 - 大三郎口
  - 大竹駅 - 広島西医療センター間は平日の1往復のみ。

おおたけ幹線バス　※詳細は『おおたけ幹線バス』の項を参照

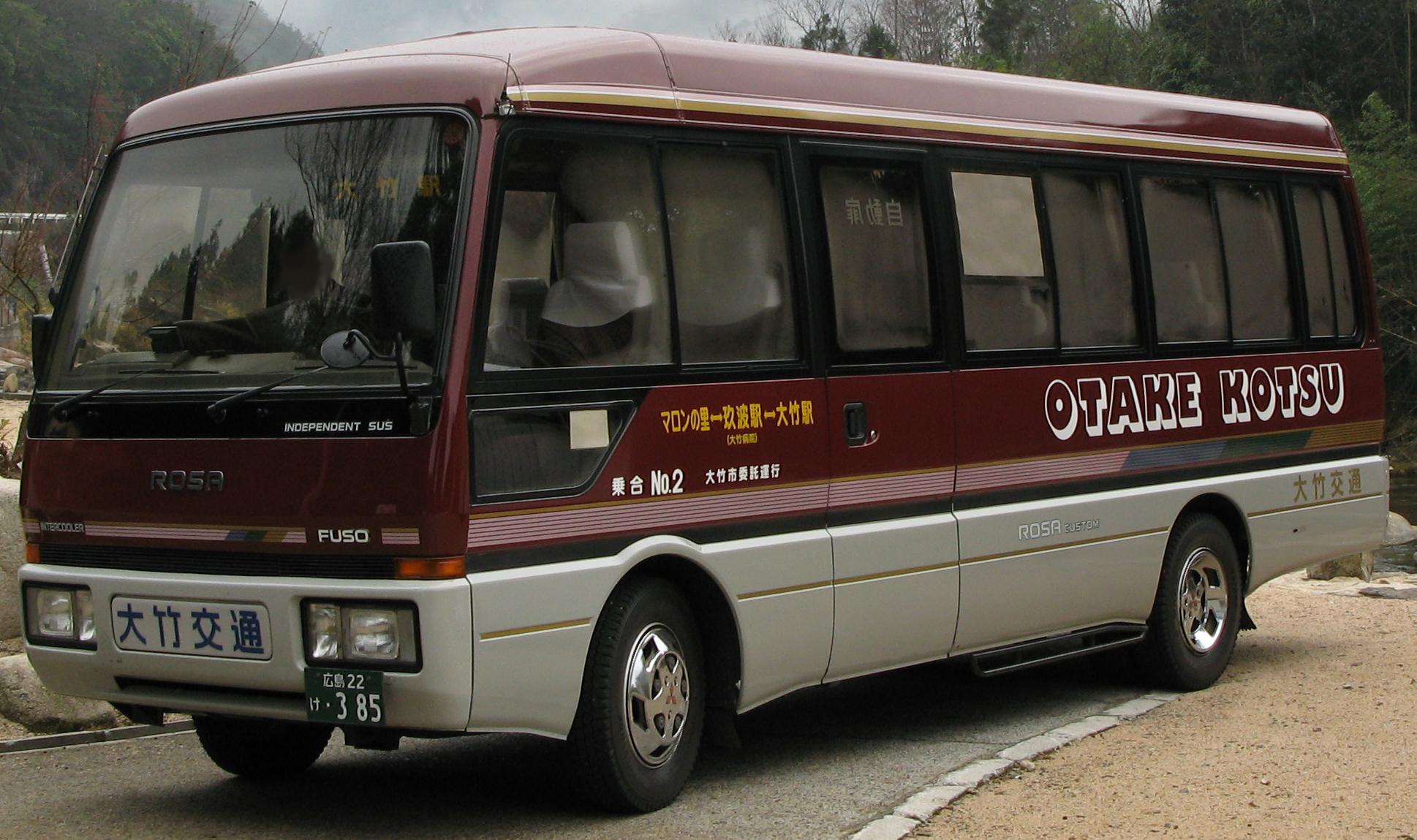
栗谷線の車両（2007年当時）